# Classe Pearl (incrociatore)
La Classe Pearl fu una classe di nove incrociatori di terza classe progettati da Sir William White, cinque dei quali furono pagati dall'Australia secondo l'Imperial Defence Act del 1887 per servire in acque australiane.

## Progetto

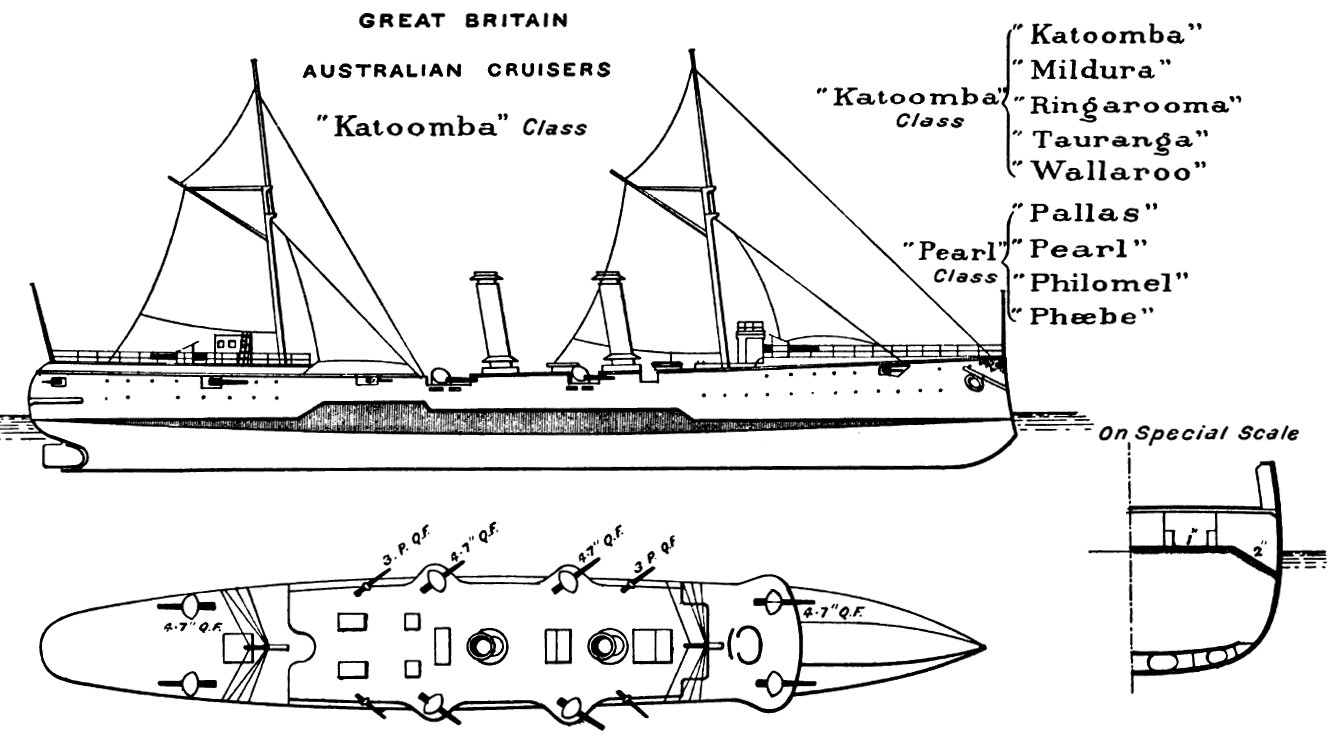
Profilo, pianta e sezione maestra degli incrociatori classe Pearl riportato sul Brassey's Naval Annual del 1897.

Le navi classe Pearl-class ebbero un dislocamento di 2575 t e erano capaci di una velocità di 19 nodi.

## Unità
| Nome     | Varo | Destino finale |
| -------- | ---- | --- |
| Pallas   | 1890 | Venduta per essere demolita nel 1906.                                                                                                   |
| Pandora  | 1889 | Ribattezzata HMS Katoomba. Venduta per essere demolita nel 1906.                                                                        |
| Pearl    | 1890 | Venduta per eseere demolita nel 1906.                                                                                                   |
| Pelorus  | 1889 | Ribattezzata HMS Mildura. Venduta per essere demolita nel 1906.                                                                         |
| Persian  | 1890 | Ribattezzata HMS Wallaroo e in seguito HMS Wallington. Ritornò al nome originale nel 1920, prima di essere venduta per essere demolita. |
| Philomel | 1890 | Trasferita alla Royal New Zealand Navy nel 1914. Venduta il 17 gennaio 1947. Autoaffondata il 6 agosto 1949.                            |
| Phoebe   | 1890 | Venduta per essere demolita nel 1906.                                                                                                   |
| Phoenix  | 1889 | Ribattezzata HMS Tauranga. Venduta per essere demolita nel 1906.                                                                        |
| Psyche   | 1889 | Ribattezzata HMS Ringarooma. Venduta per essere demolita nel 1906.                                                                      |